# Cleistocactus vulpis-cauda
Cleistocactus vulpis-cauda es una especie de plantas en la familia Cactaceae. Es endémica de Bolivia en Chuquisaca. Es una especie rara en la vida silvestre. Actualmente se considera sinónimo de Cleistocactus brookeae.

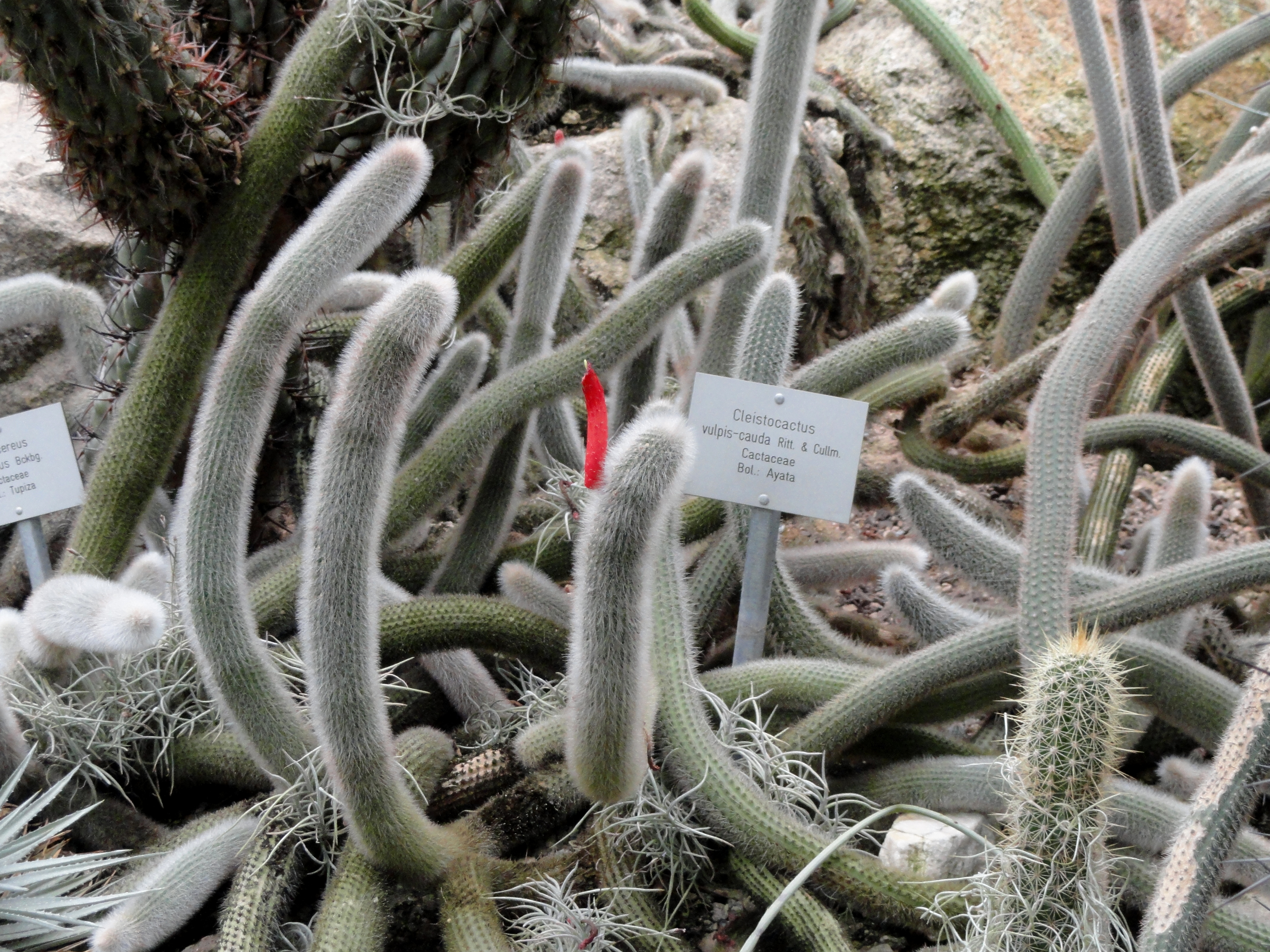
Vista de la planta

## Descripción
Es un cactus arbustivo, ramificado, basal, semi-erecto de hasta 2 m de largo y de 2 a 5 cm de diámetro con 18 a 22 costillas y espinas de hasta  2 cm. Necesita agua generosamente durante el verano. Tiene flores de color rojo de 6 cm de largo.

## Taxonomía
Cleistocactus vulpis-cauda fue descrita por F.Ritter & Cullmann y publicado en Kakteen und andere Sukkulenten 13: 38. 1962.
Etimología
Ver: Cleistocactus
vulpis-cauda: epíteto latino que significa "cola de zorro".
Sinonimia
- Cleistocactus brookeae ssp. vulpis-cauda[4]